# Genaro Sermeño
Genaro Antonio Sermeño Quijada (El Congo; 28 de noviembre de 1948-Santa Ana; 23 de diciembre de 2022) fue un futbolista salvadoreño que jugaba de mediocampista y que representó a su país en la Copa Mundial de la FIFA 1970 en México.

## Trayectoria
Jugó diez años en el FAS en el que marcó veintinueve goles. También estuvo en la Juventud Olímpica,  Sonsonate y Atlético Marte.
Actuó sólo catorce minutos durante la Copa Mundial de México 1970, siendo en las derrotas contra Bélgica y Unión Soviética.

### Participaciones en Copas del Mundo
| Mundial                        | Sede   | Resultado    |
| ------------------------------ | ------ | ------------ |
| Copa Mundial de Fútbol de 1970 | México | Primera fase |

## Clubes
| Club                      | País        | Año       |
| ------------------------- | ----------- | --------- |
| FAS                       | El Salvador | 1967-1977 |
| Juventud Olímpica         | El Salvador | 1977-1980 |
| Sonsonate (préstamo)      | El Salvador | 1978      |
| Atlético Marte (préstamo) | El Salvador | 1979      |